# Liste der Kulturdenkmäler in Traben-Trarbach
In der Liste der Kulturdenkmäler in Traben-Trarbach sind alle Kulturdenkmäler der rheinland-pfälzischen Stadt Traben-Trarbach mit den Stadtteilen Kautenbach, Traben, Trarbach und Wolf aufgeführt. Grundlage ist die Denkmalliste des Landes Rheinland-Pfalz (Stand: 10. August 2023).

## Kautenbach

### Einzeldenkmäler
| Bezeichnung                                    | Lage                    | Baujahr    | Beschreibung                                | Bild                           |
| ---------------------------------------------- | ----------------------- | ---------- | ------------------------------------------- | ------------------------------ |
| Katholische Filialkirche St. Maria Himmelfahrt | Graacher Straße 18 Lage | um 1920/30 | neubarocker Bruchsteinsaal, wohl um 1920/30 | BW                             |
| Evangelische Kirche                            | Zweibachstraße 2 Lage   | 1896       | neugotischer Bruchsteinsaal, 1896           | weitere Bilder Fotos hochladen |

## Traben

### Einzeldenkmäler
| Bezeichnung                           | Lage                                               | Baujahr                              | Beschreibung | Bild                           |
| ------------------------------------- | -------------------------------------------------- | ------------------------------------ | --- | ------------------------------ |
| Hotel Bellevue                        | Aacher Straße 1 Lage                               | 1903                                 | ehemals Hotel Clauss-Feist; malerischer Bau, teilweise Fachwerk, Jugendstil, 1903, Architekt Bruno Möhring                                                                                             | weitere Bilder Fotos hochladen |
| Aacher Hof                            | Aacher Straße 2/4/6 Lage                           | 16. bis frühen 20. Jahrhunderts      | ehemaliger Hof des Aachener Marienstifts; Baukomplex mit Teilen des 16. bis frühen 20. Jahrhunderts | weitere Bilder Fotos hochladen |
| Bahnhof Traben-Trarbach               | Am Bahnhof ohne Nummer Lage                        | Anfang des 20. Jahrhunderts          | stark zergliedertes, ein- bis zweigeschossiges Empfangsgebäude, teilweise Bruchstein, teilweise Zierfachwerk, Anfang des 20. Jahrhunderts                                                              | weitere Bilder Fotos hochladen |
| Wohn- und Geschäftshaus               | Am Bahnhof 22 Lage                                 | 1909                                 | stattliches späthistoristisches Wohn- und Geschäftshaus, angeblich von 1909 | Fotos hochladen                |
| Weinlager                             | Am Bahnhof 40 Lage                                 | 1898                                 | ehemaliges Weinlager; eingeschossiger historisierender Bruchsteinbau, bezeichnet 1898 | weitere Bilder Fotos hochladen |
| Villa Huesgen                         | Am Bahnhof 52 Lage                                 | 1904                                 | repräsentative Jugendstilvilla, 1904, Architekt Bruno Möhring; Gesamtanlage mit Park mit Kellereigebäude und moselseitigen Pavillons                                                                   | weitere Bilder Fotos hochladen |
| Moselbrücke                           | An der Mosel, Poststraße Lage                      |                                      | Widerlager der Moselbrücke mit Treppenaufgang | weitere Bilder Fotos hochladen |
| Villa Nollen                          | An der Mosel 7 Lage                                | 1905                                 | ehemals Villa Breucker; kubische Jugendstilvilla, 1905, Architekt Bruno Möhring | weitere Bilder Fotos hochladen |
| Wohnhaus                              | An der Mosel 8 Lage                                | 1891–92                              | dreigeschossiger Bruchsteinbau, Neurenaissance, bezeichnet 1891–92, Fachwerkvorbau wohl etwas jünger                                                                                                   | weitere Bilder Fotos hochladen |
| Hotel Vier Löwen                      | An der Mosel 12/13 Lage                            | 1890 und 1895                        | ehemals zwei Wohnhäuser, jetzt als Hotel zusammengefasst; neugotische Bruchsteinbauten, kurz nach 1890 und 1895; Fachwerk-Übergang aus dem frühen 20. Jahrhundert                                      | weitere Bilder Fotos hochladen |
| Kommandantenhaus                      | An der Mosel 14 Lage                               | erste Hälfte des 18. Jahrhunderts    | fünfachsiger Mansarddachbau, erste Hälfte des 18. Jahrhunderts | Fotos hochladen                |
| Mönchhof                              | An der Mosel 46 Lage                               | 18. Jahrhundert                      | ehemaliges Hofhaus des Klosters Himmerod; eingeschossiger Mansarddachbau, 18. Jahrhundert | weitere Bilder Fotos hochladen |
| Wohnhaus                              | An der Mosel 81 Lage                               | 1617                                 | zweiteiliges Fachwerkhaus, teilweise massiv, linker Teil angeblich von 1752 (wohl älter), rechter Teil bezeichnet 1617                                                                                 | Fotos hochladen                |
| Rathaus                               | Bahnstraße 22 Lage                                 | 1899                                 | dreigeschossiger späthistoristischer Schieferbau, 1899 | weitere Bilder Fotos hochladen |
| Kraftwerk                             | Bahnstraße 34/36 Lage                              | vor 1890                             | Nr. 36: ehemaliges Kraftwerk; Nr. 34: Industrie- und Verwaltungsbau, kurz vor 1890 | Fotos hochladen                |
| Villa                                 | Dr.-Ernst-Spies-Allee 1 Lage                       | um 1905/10                           | Villa; von der Reformarchitektur beeinflusster Landhausstil, um 1905/10 | weitere Bilder Fotos hochladen |
| Villa                                 | Dr.-Ernst-Spies-Allee 2 Lage                       | um 1870/80                           | große, spätklassizistische Walmdachvilla, Bruchstein, um 1870/80 | weitere Bilder Fotos hochladen |
| Weingut                               | Dr.-Ernst-Spies-Allee 2a, Rißbacher Straße 31 Lage | um 1850/60                           | Weingut; spätklassizistischer Walmdachbau, Bruchstein, um 1850/60, spätklassizistisches Kellereigebäude, Bruchstein, um 1870/80, schmaler Mansarddachbau, 18. Jahrhundert (?)                          | Fotos hochladen                |
| Wohn- und Gasthaus                    | Kirchstraße 19 Lage                                | 1674                                 | dreigeschossiger Fachwerkbau, teilweise massiv, angeblich von 1674 | weitere Bilder Fotos hochladen |
| Wohnhaus                              | Kirchstraße 25 Lage                                | Ende des 16. Jahrhunderts            | Fachwerkhaus, teilweise massiv, eventuell noch vom Ende des 16. Jahrhunderts | weitere Bilder Fotos hochladen |
| Wohnhaus                              | Kirchstraße 27 Lage                                | 17. Jahrhundert                      | zweiteiliges Fachwerkhaus, teilweise massiv, giebelständiger Teil aus dem 17. Jahrhundert, traufständiger Teil aus dem 18. Jahrhundert                                                                 | weitere Bilder Fotos hochladen |
| Evangelisches Pfarrhaus               | Kirchstraße 36/38 Lage                             | 1896                                 | Doppelhaus; neugotischer Bruchsteinbau, bezeichnet 1896 | weitere Bilder Fotos hochladen |
| Katholische Kirche St. Peter und Paul | Kirchstraße 39 Lage                                | 1910–12                              | zweischiffige neuromanische Pseudobasilika, Schiefer, 1910–12 | weitere Bilder Fotos hochladen |
| Wohnhaus                              | Kirchstraße 47 Lage                                | 1823                                 | bis 1896 evangelisches Pfarrhaus; siebenachsiger Mansarddachbau, teilweise Fachwerk, bezeichnet 1823                                                                                                   | Fotos hochladen                |
| Haus Krempel                          | Kirchstraße 65 Lage                                | 17. Jahrhundert                      | Fachwerkhaus, 17. Jahrhundert | weitere Bilder Fotos hochladen |
| Wohnhaus                              | Kirchstraße 67/69 Lage                             | 16. Jahrhundert                      | Fachwerkhaus, teilweise massiv und verputzt, wohl aus dem 16. Jahrhundert | Fotos hochladen                |
| Wohnhaus                              | Kirchstraße 77 Lage                                | 16. Jahrhundert                      | ehemaliges evangelisches Küsterhaus, wohl aus dem 16. Jahrhundert | Fotos hochladen                |
| Evangelische Pfarrkirche              | Kirchstraße 79 Lage                                | 1491                                 | im Wesentlichen spätgotische Baugruppe, spätromanisches Langhaus durch zweischiffigen Einstützenraum ersetzt, 1491, Architekt Jost Murer, neuspätgotisch erweitert, 1968/69                            | weitere Bilder Fotos hochladen |
| Gräberfelder                          | Kirchstraße, bei Nr. 79 auf dem Friedhof Lage      |                                      | umfriedete Gräberfelder | weitere Bilder Fotos hochladen |
| Wohnhaus                              | Kordelstraße 12 Lage                               | 18. Jahrhundert                      | Fachwerkhaus, teilweise massiv, verputzt, wohl aus dem 18. Jahrhundert | BW                             |
| Brunnen                               | Kordelstraße, bei Nr. 20 Lage                      | 1754                                 | Ziehbrunnen in Bruchsteingehäuse, bezeichnet 1754 | Fotos hochladen                |
| Fassaden                              | Laugasse, an Nr. 1 Lage                            | 1628                                 | zwei Fachwerkfassaden, bezeichnet 1628 | weitere Bilder Fotos hochladen |
| Marktbrunnen                          | Marktplatz Lage                                    | 1908                                 | Marktbrunnen; Jugendstil, 1908, Bildhauer Bernhard Wendhut | weitere Bilder Fotos hochladen |
| Wohn- und Geschäftshaus               | Marktplatz 6 Lage                                  | 1902                                 | dreigeschossiges, späthistoristisches Wohn- und Geschäftshaus, bezeichnet 1902 | Fotos hochladen                |
| Wohnhaus                              | Marktstraße 5 Lage                                 |                                      | dreigeschossiger Putzbau | BW                             |
| Kellerei                              | Neue Rathausstraße 12/14/16 Lage                   | 1901                                 | ehemaliges Kellereigebäude; vielteilig gegliederte späthistoristische Bauten, bezeichnet 1901 | Fotos hochladen                |
| Postamt                               | Poststraße 2 Lage                                  | Anfang des 20. Jahrhunderts          | stattlicher späthistoristischer Zweiflügelbau, Jugendstileinfluss, Anfang des 20. Jahrhunderts | weitere Bilder Fotos hochladen |
| Lorettahaus                           | Poststraße 4/6/8 Lage                              | 1904                                 | Wohn- und Geschäftshaus; viergeschossiger späthistoristischer Bau, bezeichnet 1904 | weitere Bilder Fotos hochladen |
| Wohnhaus                              | Rißbacher Straße 1 Lage                            | frühes 19. Jahrhundert               | neunachsiger klassizistischer Walmdachbau, Bruchstein, Mittelrisalit, wohl aus dem frühen 19. Jahrhundert                                                                                              | weitere Bilder Fotos hochladen |
| Villa                                 | Rißbacher Straße 11 Lage                           | drittes Viertel des 19. Jahrhunderts | spätklassizistische Villa, drittes Viertel des 19. Jahrhunderts | weitere Bilder Fotos hochladen |
| Villa                                 | Rißbacher Straße 13 Lage                           | um 1880/90                           | Mansarddachvilla, Neurenaissance, um 1880/90 | weitere Bilder Fotos hochladen |
| Villa                                 | Rißbacher Straße 15 Lage                           | 1854                                 | Villa; spätklassizistischer Bruchsteinbau, 1854 | Fotos hochladen                |
| Kellerei                              | Rißbacher Straße 35 Lage                           | um 1890                              | Kellereigebäude; historisierender Walmdachbau, Bruchstein, um 1890 | BW                             |
| Wohn- und Geschäftshaus               | Rißbacher Straße 45 Lage                           | 17. Jahrhundert                      | ehemals zum Springiersbacher Hof gehörender langgestreckter eingeschossiger Bau über hohem Untergeschoss, im Kern eventuell aus dem 17. Jahrhundert, im 19. Jahrhundert überformt                      | weitere Bilder Fotos hochladen |
| Wohnhaus                              | Rißbacher Straße 151 Lage                          | 1627                                 | stattliches Fachwerkhaus, teilweise massiv, bezeichnet 1627 (?) | BW                             |
| Wohnhaus                              | Rißbacher Straße 153 Lage                          | 18. Jahrhundert                      | stattliches Fachwerkhaus, teilweise massiv, Mansarddach, 18. Jahrhundert, vermauerter Torbogen, bezeichnet 1741                                                                                        | BW                             |
| Wohnhaus                              | Rißbacher Straße 166 Lage                          | 17. Jahrhundert                      | Massivbau, teilweise mit Zierfachwerk, 17. Jahrhundert | weitere Bilder Fotos hochladen |
| Brunnenhaus                           | Rißbacher Straße, bei Nr. 166 Lage                 |                                      | gemauertes Brunnenhäuschen | weitere Bilder Fotos hochladen |
| Wohnhaus                              | Rißbacher Straße 170 Lage                          | um 1600                              | dreigeschossiges Fachwerkhaus, teilweise massiv, Standerker mit Eingang (Treppenturm?), um 1600 | weitere Bilder Fotos hochladen |
| Wohnhaus                              | Schwanenstraße 1 Lage                              | 16. bis 19. Jahrhundert              | ehemaliges Wohnhaus; mehrteiliger Baukomplex, 16. bis 19. Jahrhundert, teilweise Fachwerk, nach 1900 nach Plänen von Bruno Möhring zusammengefasst und mit Jugendstilausstattung versehen              | weitere Bilder Fotos hochladen |
| Wohnhaus                              | Schwanenstraße 6 Lage                              | 1736                                 | Mansarddachbau, bezeichnet 1736, eventuell älter | Fotos hochladen                |
| Villa                                 | Sponheimer Straße 22 Lage                          | um 1880/90                           | spätklassizistische Walmdachvilla, Bruchstein, um 1880/90 | BW                             |
| Villa Sartor                          | Wilhelmstraße 8 Lage                               | um 1850                              | fünfachsiger spätklassizistischer Walmdachbau | Fotos hochladen                |
| Weingut                               | Wilhelmstraße 13 Lage                              |                                      | späthistoristischer Bruchsteinbau | Fotos hochladen                |
| Festung Mont Royal                    | nördlich des Ortes Lage                            | 1687                                 | auf dem von der großen Moselschleife umschlossenen Bergrücken gelegene Festungsanlage, 1687 nach Plänen von Vauban begonnen, 1697 geschleift; Teile der Bastionen und Keller sowie Fundamente erhalten | weitere Bilder Fotos hochladen |

### Ehemalige Kulturdenkmäler
| Bezeichnung | Lage                            | Baujahr                | Beschreibung | Bild |
| ----------- | ------------------------------- | ---------------------- | --- | ---- |
| Kellerei    | Rißbacher Straße, zu Nr. 8 Lage | frühes 20. Jahrhundert | Kellereigebäude, teilweise verschiefert, darunter wohl Zierfachwerk, frühes 20. Jahrhundert; aus Denkmalliste gelöscht und durch Neubau ersetzt | BW   |

## Trarbach

### Denkmalzonen
| Bezeichnung                    | Lage | Baujahr                 | Beschreibung | Bild            |
| ------------------------------ | --- | ----------------------- | --- | --------------- |
| Denkmalzone Stadtkern Trarbach | Am Markt 1–11 (ungerade Nummern) und 4–12 (gerade Nummern), Augustastraße 1–8 (alle Nummern), Bachstraße 2, 4 und 6, Brandweg 1, Brückenstraße 1–9 (alle Nummern), Casinostraße 2–8 (gerade Nummern), Grabenstraße 5–41 (ungerade Nummern), 12–24 und 28–46 (gerade Nummern), Kirchgasse 1–27 (ungerade Nummern) und 2–14 (gerade Nummern), Mittelstraße 2–36 (gerade Nummern) und 3–19 (ungerade Nummern), Moselstraße 2–18 (gerade Nummern) und 3–35 (ungerade Nummern), Mühlenweg 4 und 6, Rathausstraße 1–11 (ungerade Nummern), 2, 4 und 6, Teichweg 1 und 7, Schottstraße 1–29 (ungerade Nummern) und 2–20 (gerade Nummern), Weiherstraße 1–27 (ungerade Nummern) und 4–30 (gerade Nummern), Weihertorplatz 1–8 (alle Nummern), Wildbadstraße 1 und 3 Lage | 16. bis 19. Jahrhundert | Die Denkmalzone umfasst den Bereich der ehemals ummauerten Stadt einschließlich der im späten 16. Jahrhundert moselseitig vorgelagerten Häuserzeile (Casionstraße mit Bauten des 16. bis 19. Jahrhunderts). Im Südwesten greift die nach 1857 entstandene Bebauung über die ehemalige Stadtgrenze hinaus und umschließt mit meist größeren und qualitätvolleren Bauten den Weihertorplatz. Unmittelbar westlich der Altstadt liegen die für die Moselfront äußerst wichtigen Kellereien des 19. und 20. Jahrhunderts. Das Stadtbild ist geprägt durch den Gegensatz zwischen den noch immer mittelalterlich schmal erscheinenden Straßen und einer fast lückenlosen spät- und nachklassizistischen Bebauung aus der Zeit zwischen um 1860 und 1890. Bei durchweg bescheidener Fassadengestaltung beeindruckt der zumindest in den wichtigeren Straßen nur wenig durch eingreifende moderne Veränderungen gestörte Baubestand. | Fotos hochladen |
| Denkmalzone Friedhof Trarbach  | Kirchgasse Lage |                         | zahlreiche private Grabfelder; neuromanische Gruftkapelle, um 1900 | Fotos hochladen |

### Einzeldenkmäler
| Bezeichnung                          | Lage                                                    | Baujahr                            | Beschreibung | Bild                           |
| ------------------------------------ | ------------------------------------------------------- | ---------------------------------- | --- | ------------------------------ |
| Stadtbefestigung                     |                                                         | Mitte des 14. Jahrhunderts         | Stadtbefestigung; Mitte des 14. Jahrhunderts, erweitert 1581; erhalten sind: - größeres Mauerstück - spitzbogiger Durchlass mit ehemaligem Graben - „Weißer Turm“ (bei Mittelstraße 8); nordwestlicher Eckturm der Stadtmauer - Schalenturm (Grabenstraße 22)                                                                | Fotos hochladen                |
| Rathaus                              | Am Markt 3 Lage                                         | 1833                               | dreigeschossiger Massivbau, 1833, Architekt Ferdinand Nebel, Koblenz | Fotos hochladen                |
| Schule                               | Bernkasteler Weg 72 Lage                                | um 1905                            | späthistoristischer Putzbau, um 1905 | BW                             |
| Lutherhaus                           | Bernkasteler Weg 74 Lage                                | um 1890/1900                       | ehemaliges Alumnat; dreigeschossiger Putzbau, Mittel- und Seitenrisalite, Neurenaissance, um 1890/1900 | BW                             |
| Brückentor                           | Brückenstraße Lage                                      |                                    | Widerlager und Torbau der Moselbrücke; neuspätgotischer Brückenturm, 1898/99, Architekt Bruno Möhring | weitere Bilder Fotos hochladen |
| Wohn- und Geschäftshaus              | Brückenstraße 2 Lage                                    | um 1870/80                         | zweieinhalbgeschossiges spätklassizistisches Wohn- und Geschäftshaus, um 1870/80 | Fotos hochladen                |
| Verbandsgemeindeverwaltung           | Brückenstraße 11/13 Lage                                | 1778                               | ehemaliges Sekretariatsgebäude; Mansarddachbau, angeblich von 1778, später erweitert | Fotos hochladen                |
| Wohn- und Geschäftshaus              | Brückenstraße 29 Lage                                   | 1899                               | dreigeschossiges späthistoristisches Wohn- und Geschäftshaus, Fachwerkgiebel, bezeichnet 1899 | Fotos hochladen                |
| Buddha-Museum                        | Bruno-Möhring-Platz 1 Lage                              |                                    | ehemalige Weinkellerei Julius Kayser & Co., seit 2009 Museum; langgestreckter Bruchsteinbau im Jugendstil, seitlich turmartige Lauben, 1906/07, Architekt Bruno Möhring | Fotos hochladen                |
| Kriegerdenkmal                       | Burgbergpfad Lage                                       | um 1900                            | Kriegerdenkmal 1870/71; Obelisk | weitere Bilder Fotos hochladen |
| Haus Böcking                         | Casinostraße 2 Lage                                     | zweite Hälfte des 18. Jahrhunderts | jetzt Mittelmoselmuseum; stattlicher Mansardwalmdachbau, zweite Hälfte des 18. Jahrhunderts | weitere Bilder Fotos hochladen |
| Wohnhaus                             | Casinostraße 4 Lage                                     | 1585                               | stattliches Wohnhaus; Treppenturm, im Kern aus dem 16. Jahrhundert (ehemals bezeichnet 1585) | weitere Bilder Fotos hochladen |
| Villa                                | Casinostraße 6 Lage                                     | um 1900                            | späthistoristische Reihenvilla, Klinkerfassade | BW                             |
| Oberamtsgebäude                      | Casinostraße 8 Lage                                     | 16. Jahrhundert                    | ehemaliges Oberamtsgebäude; im Kern aus dem 16. Jahrhundert, 1833 klassizistisch überformt | Fotos hochladen                |
| Weingut Louis Klein                  | Enkircher Straße 20 Lage                                | 1897                               | dreigeschossiger Hauptbau und eingeschossiger Kellereitrakt, Schiefer, Neurenaissance, bezeichnet 1897 | Fotos hochladen                |
| Katholische Pfarrkirche St. Nikolaus | Grabenstraße Lage                                       | 1874                               | neugotischer Saalbau, Schiefer, 1874 | weitere Bilder Fotos hochladen |
| Villa Böcking                        | Grabenstraße 2 Lage                                     | um 1860                            | stattlicher spätklassizistischer Walmdachbau, Arkadenloggien, um 1860 | Fotos hochladen                |
| Stadtmauerturm                       | Grabenstraße 22 Lage                                    | Mitte des 14. Jahrhunderts         | Turm der Stadtbefestigung, wohl um die Mitte des 14. Jahrhunderts; vermutlich im 19. Jahrhundert Umnutzung mit Fenstereinbau und Begradigung an der Grabenstraße, ansonsten in voller Höhe und mit Rundbogenfries erhalten                                                                                                   | Fotos hochladen                |
| Wohn- und Geschäftshaus              | Grabenstraße 29 Lage                                    | um 1900                            | dreigeschossiges sandsteingegliedertes Eckwohn- und Geschäftshaus, wohl um 1900; mit Ausstattung | Fotos hochladen                |
| Wohnhaus                             | Grabenstraße 37 Lage                                    | um 1860                            | siebenachsiges dreigeschossiges Zeilenwohnhaus, um 1860; mit Ausstattung; heute Straußwirtschaft | Fotos hochladen                |
| Wohnhaus                             | Grabenstraße 42/44 Lage                                 | 1850                               | Doppelwohnhaus; dreigeschossiger Putzbau, bezeichnet 1850 | Fotos hochladen                |
| Wohn- und Geschäftshaus              | Trarbach, Grabenstraße 46 Lage                          | frühes 20. Jahrhundert             | dreigeschossiges Wohn- und Geschäftshaus, Bruchstein, Klinker, Putz und Zierfachwerk, frühes 20. Jahrhundert | Fotos hochladen                |
| Wohnhaus                             | Kirchgasse 13 Lage                                      | Anfang des 20. Jahrhunderts        | dreigeschossiger Putzbau mit ausgebautem Dach, wohl vom Anfang des 20. Jahrhunderts | BW                             |
| Evangelische Pfarrkirche             | Kirchgasse 23 Lage                                      | 14. bis 16. Jahrhundert            | unregelmäßig zweischiffige Anlage, 14. und 16. Jahrhundert, Westturm im Kern eventuell romanisch | weitere Bilder Fotos hochladen |
| Lateinschule                         | Kirchgasse 25 Lage                                      | 1573                               | Massivbau mit Treppenturm, Kreuzstockfenster, 1573 | BW                             |
| Weißer Turm                          | Mittelstraße, bei Nr. 8 Lage                            | 14. Jahrhundert                    | nordwestlicher Eckturm der im 14. Jahrhundert errichteten Stadtbefestigung | weitere Bilder Fotos hochladen |
| Wohnhaus                             | Mittelstraße 12 Lage                                    | Mitte des 19. Jahrhunderts         | stattlicher zweieinhalbgeschossiger Bruchsteinbau, Mitte des 19. Jahrhunderts | Fotos hochladen                |
| Wohn- und Gasthaus                   | Moselstraße 4 Lage                                      | 1763                               | stattlicher, dreigeschossiger Fachwerkbau, teilweise massiv, Mansarddach, bezeichnet 1763, im Kern älter | weitere Bilder Fotos hochladen |
| Wohn- und Geschäftshaus              | Moselstraße 8 Lage                                      | 1761                               | schmales, dreigeschossiges Fachwerkhaus, teilweise massiv, bezeichnet 1761 | weitere Bilder Fotos hochladen |
| Haus Kayser                          | Moselstraße 10 Lage                                     | 1762                               | fünfachsiges Wohnhaus, Rokoko, 1762, Architekt wohl Johannes Seiz | weitere Bilder Fotos hochladen |
| Friedhof                             | Sauerberger Weg, Ecke Vohler Weg Lage                   | 19. Jahrhundert                    | ehemaliger Friedhof (?); ummauertes, terrassiertes Gelände mit kleiner Kapelle, wohl aus dem 19. Jahrhundert | BW                             |
| Kellereihof                          | Schottstraße 12 Lage                                    | um 1364                            | ehemaliger Kellereihof; dreigeschossiger Massivbau, zweischiffig gewölbter Keller, Chörlein, im Kern um 1364 | Fotos hochladen                |
| Wohnhaus                             | Schottstraße 20 Lage                                    | spätes 19. Jahrhundert             | an den ehemaligen Kellereihof angefügter Trakt, teilweise turmartig überhöht, Bruchstein, spätes 19. Jahrhundert | Fotos hochladen                |
| Stadtmühle                           | Weihertorplatz 1 Lage                                   | 1688                               | ehemalige Stadtmühle; Walmdachbau, angeblich von 1688 | Fotos hochladen                |
| Wohnhaus                             | Wildbadstraße 7 Lage                                    | 1728                               | stattlicher Mansarddachbau, teilweise Fachwerk oder verschiefert, angeblich von 1728, wohl eher aus dem frühen 19. Jahrhundert | Fotos hochladen                |
| Wohnhaus                             | Wildbadstraße 22 Lage                                   | um 1905                            | stattliches späthistoristisches Wohnhaus, teilweise Bruchstein, teilweise Fachwerk, um 1905 | Fotos hochladen                |
| Villa                                | Wildbadstraße 26 Lage                                   | um 1910                            | stattliche Mansarddachvilla, Reformarchitektur, um 1910 (hoher Kellersockel, bezeichnet 1900) | Fotos hochladen                |
| Wohnhaus                             | Wildbadstraße 27 Lage                                   |                                    | stattlicher Putzbau in spätklassizistischer Tradition | Fotos hochladen                |
| Villa                                | Wildbadstraße 29 Lage                                   | 1897                               | Villa; stattlicher Schieferbau, Neurenaissance, bezeichnet 1897; Gesamtanlage mit Garten, straßenseitiger Einfriedung, Fachwerkgartenhaus | Fotos hochladen                |
| Wohnhaus                             | Wildbadstraße 40 Lage                                   | um 1870                            | Wohnhaus eines Weingutes; zweieinhalbgeschossiger spätklassizistischer Putzbau, um 1870 | Fotos hochladen                |
| Villa                                | Wildbadstraße 46 Lage                                   | 1896                               | späthistoristische Villa, Neurenaissance und Neubarock, bezeichnet 1896 | Fotos hochladen                |
| Villa                                | Wildbadstraße 98 Lage                                   | um 1905/10                         | Mansarddach-Villa, Reformarchitektur, um 1905/10 | BW                             |
| Wohnhaus                             | Wildbadstraße 155 Lage                                  | 1898                               | stattlicher, dreigeschossiger Schieferbau, Neurenaissance, Eckturm, bezeichnet 1898 | BW                             |
| Wohnhaus                             | Wildbadstraße 169/171 Lage                              | 1895                               | Doppelwohnhaus; sandsteingegliederter Bruchsteinbau, Neurenaissance, bezeichnet 1895 | BW                             |
| Hotel Parkschlößchen                 | Wildbadstraße 201 Lage                                  |                                    | ehemals Kur- und Logierhaus Wildbad; weitläufiger, in mehreren Abschnitten entstandener Baukomplex; stattlicher Walmdachbau, Fachwerk, 1901; dreigeschossiger Zeltdachbau, 1905, Architekt Bruno Möhring; Nr. 203: Mansarddachbau, um 1800, ehemalige Mühle? Nr. 185: Nebengebäude, Jugendstil, Architekt wohl Bruno Möhring | BW                             |
| Villa                                | Wolfer Weg 2 Lage                                       | 1884                               | Villa; Neurenaissance, bezeichnet 1884 | weitere Bilder Fotos hochladen |
| Villa Sonora                         | Wolfer Weg 3 Lage                                       | 1887/88                            | Villa Sonora, 1887/88, in großem Park | weitere Bilder Fotos hochladen |
| Weingut                              | Wolfer Weg 11 Lage                                      | um 1910                            | klassizistischer Walmdachbau, Turm mit Zwiebelhaube, um 1910 (?), im Kern eventuell aus der ersten Hälfte oder der Mitte des 19. Jahrhunderts | BW                             |
| Grevenburg                           | östlich oberhalb der Stadt Lage                         | um 1350                            | Fundamentreste sowie „Kommandantenwohnung“ der Burg, um 1350 ausgebaut, 1687 als Teil der Festungsanlage Mont Royal umgebaut, Architekt Sébastien Le Prestre de Vauban | weitere Bilder Fotos hochladen |
| Badehaus Bad Wildstein               | südlich der Stadt im Kautenbachtal (Wildbadstraße) Lage | um 1900/10                         | ehemaliges Badehaus Bad Wildstein; langgestreckter eingeschossiger Mansarddachbau, um 1900/10 | BW                             |
| Starkenburger Mühle                  | südöstlich von Starkenburg am Ahringsbach Lage          |                                    | Mühle | BW                             |
| Obere Starkenburger Mühle            | südöstlich von Starkenburg am Ahringsbach Lage          | 1795                               | Gesellschaftsmühle von 1795; giebelständiges Bruchsteingebäude, Wasserrad und Mühlentechnik | BW                             |

## Wolf

### Denkmalzonen
| Bezeichnung               | Lage | Baujahr | Beschreibung | Bild            |
| ------------------------- | --- | ------- | --- | --------------- |
| Denkmalzone Ortskern Wolf | Am Spielplatz 2, Berenbruchstraße 2, 3, 8, 9, 10, 12, 15, 22 und 24, Fährstraße 2, 4, 8, 9, 10, 11 und 19, Halfengasse 2 und 8, Im Plenter 1–6 (alle Nummern), Klosterbergstraße 6a, 10 und 12, Kogelherrenstraße 1, 2, 6 und 8, Maiweg 1–4 (alle Nummern) und 7, Schaffneigasse 1, 2, 3, 5 und 7, Wedenhofstraße 1–27 (ungerade Nummern) und 2–30 (gerade Nummern), Winkelgasse 13, 15 und 17, Zeugstraße 7–18 (alle Nummern) Lage |         | Die Denkmalzone umfasst den Ortskern sowie die Ortserweiterungen des späten 19. Jahrhunderts entlang den Verbindungsstraßen zu den Nachbarorten (Maiweg und Wedenhofstraße) und der ehemaligen Schule (Maiweg 4). Sie wird geprägt durch historische Bausubstanz mit zum Teil sehr reichen Fachwerkhäusern des 17. Jahrhunderts, meist in Giebelstellung und oft von erstaunlich vollständiger Erhaltung, sowie stattlichen, durchweg unverputzten Bruchsteinbauten des späten 19. Jahrhunderts und zahlreichen umzäunten Hausgärten. | Fotos hochladen |

### Einzeldenkmäler
| Bezeichnung              | Lage                                           | Baujahr                | Beschreibung | Bild                           |
| ------------------------ | ---------------------------------------------- | ---------------------- | --- | ------------------------------ |
| Wohnhaus                 | Am Spielplatz 2 Lage                           | 1607                   | Fachwerkhaus, teilweise massiv, bezeichnet 1607 | BW                             |
| Wohnhaus                 | Berenbruchstraße 2 Lage                        | 1618                   | Fachwerkhaus, teilweise massiv, bezeichnet 1618, 1901 dreigeschossige Überbauung des Straßenzwickels, teilweise historisierendes Sichtfachwerk                         | weitere Bilder Fotos hochladen |
| Weingut                  | Berenbruchstraße 15 Lage                       | 1885                   | mächtiger spätklassizistischer Bruchsteinbau, Mansarddach, bezeichnet 1885                                                                                             | BW                             |
| Wohnhaus                 | Berenbruchstraße 18 Lage                       | 17. Jahrhundert        | Fachwerkhaus, teilweise massiv, wohl aus dem 17. Jahrhundert | BW                             |
| Wohnhaus                 | Berenbruchstraße 22 Lage                       | 19. Jahrhundert        | kleines Fachwerkhaus, teilweise massiv, 19. Jahrhundert | BW                             |
| Wohnhaus                 | Berenbruchstraße 24 Lage                       | 1620                   | stattliches Fachwerkhaus, teilweise massiv und verputzt, bezeichnet 1620 (?)                                                                                           | BW                             |
| Wohnhaus                 | Burggasse 11 Lage                              | 17. Jahrhundert        | Putzbau, teilweise verschiefert, äußeres Erscheinungsbild um 1900, im Kern eventuell aus dem 17. Jahrhundert                                                           | BW                             |
| Wohnhaus                 | Halfengasse 2 Lage                             | 1837                   | Krüppelwalmdachbau, bezeichnet 1837, rückwärtiger Trakt bezeichnet 1658                                                                                                | BW                             |
| Wohnhaus                 | Halfengasse 8 Lage                             | 17. Jahrhundert        | Fachwerkhaus, teilweise massiv, verputzt und verschiefert, wohl spätestens aus dem 17. Jahrhundert                                                                     | BW                             |
| Kriegerdenkmal           | Klosterbergstraße, gegenüber Nr. 5 Lage        | um 1920                | Kriegerdenkmal 1914/18 | weitere Bilder Fotos hochladen |
| Hofanlage                | Klosterbergstraße 10/12 Lage                   | spätes 19. Jahrhundert | Bruchstein-Streckhof, spätes 19. Jahrhundert | weitere Bilder Fotos hochladen |
| Wohnhaus                 | Kogelherrenstraße 8 Lage                       | 17. Jahrhundert        | Fachwerkhaus, teilweise massiv, verkleidet, wohl aus dem 17. Jahrhundert                                                                                               | BW                             |
| Quereinhaus              | Maiweg 1 Lage                                  | um 1870/80             | Quereinhaus; Bruchsteinbau, um 1870/80 | weitere Bilder Fotos hochladen |
| Feuerwehr                | Maiweg 4 Lage                                  | um 1880/90             | ehemalige Schule; späthistoristischer Bruchsteinbau, Seitenrisalit, um 1880/90                                                                                         | weitere Bilder Fotos hochladen |
| Spolien                  | Schaffneigasse, an Nr. 1 Lage                  |                        | zwei gotische Dienstkapitelle | BW                             |
| Evangelische Pfarrkirche | Schaffneigasse 2 Lage                          | 1685                   | vierachsiger Saalbau, 1685, Maurermeister Jakob Jäger, Wittlich | BW                             |
| Hotel                    | Wedenhofstraße 8 Lage                          | 17. Jahrhundert        | ehemaliges Wohnhaus; stattlicher Massivbau, teilweise mit Zierfachwerk, im Kern aus dem 17. Jahrhundert                                                                | weitere Bilder Fotos hochladen |
| Wohnhaus                 | Wedenhofstraße 9 Lage                          | 17. Jahrhundert        | Fachwerkhaus, teilweise massiv, 17. Jahrhundert | BW                             |
| Wohnhaus                 | Wedenhofstraße 18 Lage                         | 17. Jahrhundert        | kleines Fachwerkhaus, teilweise massiv, wohl aus dem 17. Jahrhundert                                                                                                   | weitere Bilder Fotos hochladen |
| Wohnhaus                 | Wedenhofstraße 21 Lage                         | 17. Jahrhundert        | stattliches Fachwerkhaus, verkleidet, zwei polygonale Erker, wohl aus dem 17. Jahrhundert                                                                              | BW                             |
| Wohnhaus                 | Wedenhofstraße 26 Lage                         | 17. Jahrhundert        | Fachwerkhaus, teilweise massiv, verputzt, bezeichnet 1830, im Kern spätestens aus dem 17. Jahrhundert, mehrfach überformt                                              | BW                             |
| Wohnhaus                 | Wedenhofstraße 30 Lage                         | 17. Jahrhundert        | Fachwerkhaus, teilweise massiv, 17. Jahrhundert | BW                             |
| Wohnhaus                 | Wedenhofstraße 31 Lage                         | 17. Jahrhundert        | Fachwerkhaus, teilweise massiv, verkleidet, wohl aus dem 17. Jahrhundert                                                                                               | BW                             |
| Wohnhaus                 | Wedenhofstraße 35 Lage                         | 1662                   | Fachwerkhaus, teilweise massiv, bezeichnet 1662 | BW                             |
| Hofanlage                | Winkelgasse 9 Lage                             | 17. Jahrhundert        | Streckhof; stattlicher Putzbau, im Kern wohl spätestens aus dem 17. Jahrhundert, mehrfach überformt                                                                    | Fotos hochladen                |
| Wolfermühle              | südlich des Ortes am Mühlenbach Lage           |                        | kleiner Fachwerkbau, teilweise massiv, teilweise verputzt | BW                             |
| Wolfer Kloster           | südwestlich des Ortes auf dem Göckelsberg Lage | 12. Jahrhundert        | ehemalige Liebfrauenkirche; romanischer Westturm, 12. Jahrhundert, zweischiffiges Langhaus und Chor, im Wesentlichen wohl aus dem 15. Jahrhundert, weitgehend zerstört | Fotos hochladen                |